# Steph Key

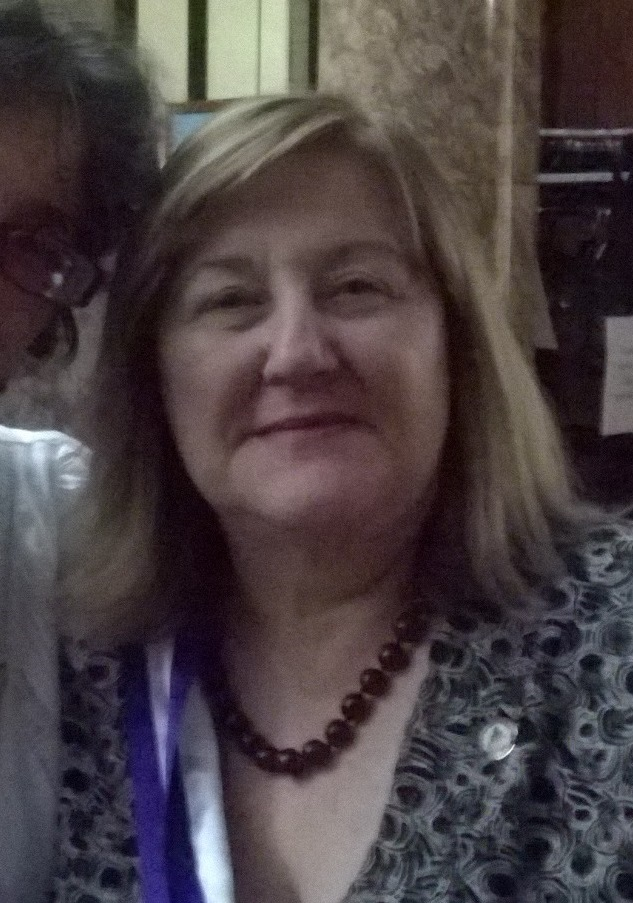
Steph Key (2015)

Hon. Stephanie „Steph“ Wendy Key (* 13. Dezember 1954 in Woodville, South Australia) ist eine australische Politikerin der Labor Party, die zwischen 1997 und 2018 Mitglied des South Australian House of Assembly sowie mehrmals Ministerin war.

## Leben
Stephanie „Steph“ Wendy Key absolvierte nach dem Besuch der Largs Bay Primary, der Port Adelaide Girls Technical und der Marryatville Adult Matriculation High School ein Studium der Fächer Politikwissenschaften und Soziologie an der Flinders University, welches sie mit einem Bachelor of Arts (BA Politics/Sociology) beendete. Sie arbeitete anschließend als Dozentin für Gleichstellung und Antidiskriminierung sowie als Mitarbeiterin der Transportarbeitergewerkschaft TWU (Transport Workers Union). Des Weiteren engagierte sie sich in mehreren Organisationen wie Amnesty International, Parliamentarians Against Uranium Mining, Thebarton Historical Society und im Vorstand des Junction Theater.
Bei der Wahl am 11. Oktober 1997 wurde Steph Key für die Labor Party im Wahlkreis Hanson erstmals zum Mitglied der South Australian House of Assembly gewählt, des Unterhauses des Parlaments von South Australia, und konnte sich dabei gegen den bisherigen Mandatsträger Stewart Leggett von der Liberal Party durchsetzen. Sie vertrat diesen Wahlkreis bis zu dessen Auflösung zum 8. Februar 2002. Während ihrer Parlamentszugehörigkeit war sie zwischen dem 2. Dezember 1997 und dem 2. Dezember 1997 Mitglied des Parlamentarischen Ausschusses für Arbeitssicherheit, Rehabilitation und Entschädigung und zeitgleich auch des Ausschusses für Umwelt, Ressourcen und Entwicklung.
Steph Key wurde bei der Wahl am 9. Februar 2002 für die ALP im neu geschaffenen Wahlkreis Ashford abermals in die Legislativversammlung gewählt und vertrat auch diesen Wahlkreis bis zu dessen Auflösung am 16. März 2018. Nach dem Sieg der Labor Party bei der Wahl am 9. Februar 2002 wurde sie am 6. März 2002 in die Regierung von Premier Mike Rann berufen und bekleidete in dieser bis zum 23. März 2006 die Ämter als Jugendministerin (Minister for Youth), Frauenministerin (Minister for The Status of Women) und war zudem in dieser Zeit Mitglied des Exekutivrates (Executive Council). Darüber hinaus fungierte sie vom 6. März 2002 bis zum 5. März 2004 auch als Ministerin für soziale Gerechtigkeit (Minister for Social Justice) und als Ministerin für Wohnungswesen (Minister for Housing) sowie außerdem zwischen dem 5. März 2004 und dem 23. März 2006 auch noch als Ministerin für Beschäftigung, Aus- und Weiterbildung (Minister for Employment, Training and Further Education). Nach ihrem Ausscheiden aus der Regierung war sie vom 27. April 2006 bis zum 2. Mai 2018 Mitglied des Ausschusses für natürliche Ressourcen, außerdem zwischen dem 12. Mai 2010 und dem 2. Mai 2018 des Ausschusses für gesetzliche Amtsträger sowie zeitgleich erneut Mitglied des Parlamentarischen Ausschusses für Arbeitssicherheit, Rehabilitation und Entschädigung. Am 22. Juni 2006 wurde ihr der Höflichkeitstitel The Honourable verliehen.

## Hintergrundliteratur
- Parliament of South Australia: Statistical Record of the Legislature 1836–2007 (Memento vom 11. März 2019 im Internet Archive)